# Richard Mofe-Damijo
Richard Eyimofe Evans Mofe-Damijo (nacido el 6 de julio de 1961), conocido popularmente como RMD, es un actor, escritor, productor y abogado nigeriano. También es ex comisionado de Cultura y Turismo en el estado de Delta. En 2005 ganó el Premio de la Academia Africana de Cine al Mejor Actor en un Papel Protagónico. Recibió el premio a los logros de vida en los 12th Africa Movie Academy Awards 2016.

## Biografía
Mofe-Damijo nació en la comunidad de Aladja del Reino de Udu, cerca de Warri, estado de Delta. Asistió a Midwest College, Warri y Anglican Grammar School y fue miembro del club de Drama. Se matriculó en la Universidad de Benín para estudiar Artes Teatrales. En 1997 regresó a la universidad para estudiar derecho en la Universidad de Lagos y se graduó en 2004.

## Carrera
A finales de la década de 1980 participó en la telenovela Ripples. Antes de eso, trabajó como reportero en Concord Newspapers y Metro Magazine. Out of Bounds fue la primera película por la que recibió créditos como escritor y productor. En 2005, en la primera edición de los Premios de la Academia del Cine Africano ganó el premio al Mejor Actor Protagónico.

## Carrera política
En 2008, fue nombrado Asesor Especial de Cultura y Turismo del entonces gobernador Emmanuel Uduaghan. Posteriormente fue comisionado de Cultura y Turismo del estado del Delta en 2009. Su período como funcionario terminó en 2015.

## Vida personal
Estuvo casado con la periodista y editora nigeriana May Ellen-Ezekiel (MEE). Después de su muerte en 1996, se volvió a casar con Jumobi Adegbesan, quien dejó la televisión por el mundo empresarial.
Mofe-Damijo tiene cuatro hijos: dos con su esposa actual y dos de su matrimonio anterior.

## Filmografía

### Películas
| Año  | Película                     | Rol                    | Notas                                                                     |
| ---- | ---------------------------- | ---------------------- | ------------------------------------------------------------------------- |
| 1997 | Out of Bounds                |                        | junto a Bimbo Akintola & Racheal Oniga                                    |
| 1997 | Hostages                     |                        |                                                                           |
| 1998 | Scores to Settle             |                        | junto a Liz Benson & Omotola Jalade-Ekeinde                               |
| 1998 | Diamond Ring                 |                        | junto a Liz Benson                                                        |
| 1999 | Freedom                      |                        |                                                                           |
|      | The Price                    |                        | junto a Eucharia-Anunobi EKWU                                             |
| 2003 | When God Says Yes            |                        | junto a Pete Edochie & Stella Damasus-Aboderin                            |
| 2003 | The Richest Man              |                        |                                                                           |
| 2003 | The Return                   |                        | junto a Segun Arinze                                                      |
| 2003 | The Intruder                 |                        | junto a Stella Damasus-Aboderin & Rita Dominic                            |
| 2003 | Soul Provider                |                        | junto a Omotola Jalade-Ekeinde                                            |
| 2003 | Romantic Attraction          |                        | junto a Stella Damasus-Aboderin, Chioma Chukwuka & Zack Orji              |
| 2003 | Private Sin                  | Pastor Jack            | junto a Genevieve Nnaji, Stephanie Okereke, Olu Jacobs & Patience Ozokwor |
| 2003 | Passions                     |                        | junto a Genevieve Nnaji & Stella Damasus-Aboderin                         |
| 2003 | Love                         |                        | junto a Genevieve Nnaji & Segun Arinze                                    |
| 2003 | Keeping Faith: Is That Love? |                        | junto a Genevieve Nnaji & Joke Silva                                      |
| 2003 | I Will Die for You           |                        | junto a Omotola Jalade-Ekeinde & Segun Arinze                             |
| 2003 | Emotional Pain               |                        | junto a Stella Damasus-Aboderin                                           |
| 2003 | Ayomida                      |                        |                                                                           |
| 2004 | The Mayors                   |                        | junto a Sam Dede & Segun Arinze                                           |
| 2004 | True Romance                 |                        | junto a Rita Dominic & Desmond Elliot                                     |
| 2004 | The Legend                   |                        | junto a Kate Henshaw-Nuttal                                               |
| 2004 | Standing Alone               |                        | junto a Stella Damasus-Aboderin & Tony Umez                               |
| 2004 | Sisters' Enemy               |                        |                                                                           |
| 2004 | Queen                        |                        | junto a Stella Damasus-Aboderin                                           |
| 2004 | Little Angel                 |                        |                                                                           |
| 2004 | Kings Pride                  |                        | junto a Stella Damasus-Aboderin                                           |
| 2004 | I Want Your Wife             |                        |                                                                           |
| 2004 | Indecent Girl                | Charles                | junto a Ini Edo                                                           |
| 2004 | Indecent Act                 |                        | junto a Rita Dominic                                                      |
| 2004 | I Believe in You             |                        | junto a Rita Dominic                                                      |
| 2004 | Engagement Night             |                        | junto a Stella Damasus-Aboderin                                           |
| 2004 | Deadly Desire                |                        |                                                                           |
| 2004 | Danger Signal                |                        | junto a Desmond Elliot                                                    |
| 2004 | Critical Decision            |                        | junto a Genevieve Nnaji & Stephanie Okereke                               |
| 2004 | Burning Desire               |                        | junto a Stella Damasus-Aboderin & Mike Ezuruonye                          |
| 2004 | Critical Assignment          | The President          | junto a Hakeem Kae-Kazim                                                  |
| 2005 | The Bridesmaid               |                        | junto a Chioma Chukwuka, Kate Henshaw-Nuttal & Stella Damasus-Aboderin    |
| 2005 | Darkest Night                |                        | junto a Genevieve Nnaji, Segun Arinze & Uche Jombo                        |
| 2005 | Bridge-Stone                 |                        | junto a Liz Benson & Zack Orji                                            |
| 2005 | Behind Closed Doors          |                        | junto a Stella Damasus-Aboderin, Desmond Elliot & Patience Ozokwor        |
| 2005 | Baby Girl                    |                        | junto a Pete Edochie                                                      |
| 2006 | Angels of Destiny            |                        |                                                                           |
| 2007 | Caught in the Middle         |                        |                                                                           |
| 2014 | 30 Days in Atlanta           | Kimberley's father     |                                                                           |
| 2016 | Dinner                       |                        | junto a Iretiola Doyle                                                    |
| 2016 | The Wedding Party            | Felix Onwuka           | junto a Sola Sobowale, Ireti Doyle & Adesua Etomi                         |
| 2016 | The Grudge                   |                        | junto a Doyle and Funmi Holder                                            |
| 2017 | 10 Days in Sun City          | Otunba Ayoola Williams | junto a Ayo Makun & Adesua Etomi                                          |
| 2017 | The Wedding Party 2          | Felix Onwuka           | junto a Sola Sobowale, Ireti Doyle & Adesua Etomi                         |
| 2019 | God Calling                  | Padre de Sade          |                                                                           |
| 2019 | Love Is War                  | Dimeji Phillips        | junto a Omoni Oboli                                                       |
| 2023 | La libreta negra             | Paul Edima             | junto a Ade Laoye, Sam Dede, Ireti Doyle y Shafy Bello                    |

### Series de televisión
| Año  | Título          | Papel       | Notas                 |
| ---- | --------------- | ----------- | --------------------- |
| 2018 | Castle & Castle | Tega Castle | junto a Dakore Akande |

## Premios y nominaciones
| Año  | Evento                                  | Premio                    | Nominado           | Resultado |
| ---- | --------------------------------------- | ------------------------- | ------------------ | --------- |
| 2009 | 5th Africa Movie Academy Awards         | Mejor película de Nigeria | State of The Heart | Nominado  |
| 2012 | 2012 Best of Nollywood Awards           | Reconocimiento especial   | él mismo           | Ganador   |
| 2015 | 2015 Africa Magic Viewers Choice Awards | Mejor Actor de reparto    | 30 days in Atlanta | Nominado  |
| 2016 | 12th Africa Movie Academy Awards        | Logros de vida            | él mismo           | Ganador   |
| 2017 | 2017 Africa Magic Viewers Choice Awards | Mejor protagonista        | Oloibiri           | Nominado  |